# Begonia cathayana
Begonia cathayana es una especie de planta perenne perteneciente a la familia Begoniaceae. Es originaria de China.

## Descripción
Son hierbas, erectas, que alcanzan un tamaño de 60 cm de altura. Con rizomas poco desarrollados. Los tallos a menudo ramificados, pubérulos. Hojas caulinares; con estípulas lanceoladas, de 1 cm, envés velloso, ápice acuminado y cuspidado; pecíolo de 3.5-9.8 cm, densamente pubérulas; hoja de color verde abaxialmente pálido a rojo-púrpura, verde oscuro adaxialmente con una banda rojo-púrpura en forma de V, ovadas a ampliamente ovadas, asimétricas, densamente pubérulas, ápice agudo. Las inflorescencias pubérulas; pedúnculo 5-6,1 (-11) cm; brácteas caducas. Flores estaminadas: pedicelo de 1,3 cm; tépalos 4, de color rosa o anaranjado. Flores pistiladas: pedicelo de 1,7 cm; tépalos 5, rosa o anaranjado, subiguales, oblongos a ampliamente ovadas, pubescentes abaxialmente vellosos. Los frutos son cápsulas obovoide-oblongas, 1.8-2.1 cm, con tres alas. Tiene un número de cromosomas de n = 20 *.

## Distribución y hábitat
Se encuentra entre la vegetación en los bosques, en ambientes sombreados, a una altitud de 800-1500 metros, en Guangxi y Yunnan en China y en Vietnam.
Similar a Begonia palmata , esta especie se diferencia por su corto, grueso rizoma, la falta de hojas en el rizoma, tallo erecto y hojas muy divididas superficialmente. Flores de color rosa o anaranjado se observaron en las plantas de esta especie.

## Taxonomía
Begonia cathayana fue descrita por William Botting Hemsley y publicado en Botanical Magazine 134: , pl. 8202. 1908.
Etimología
Begonia: nombre genérico, acuñado por Charles Plumier, un referente francés en botánica, honra a Michel Bégon, un gobernador de la excolonia francesa de Haití, y fue adoptado por Linneo.
cathayana: epíteto